# Böllingsdorf
Böllingsdorf is een plaats in de Duitse gemeente Heilsbronn, deelstaat Beieren, en telt 181 inwoners (2007).